# Loqua
Loqua (in sloveno Lokve) è un paese della Slovenia, frazione del comune di Nova Gorica. È sede di una delle 19 comunità locali in cui è suddiviso il comune di Nova Gorica.

## Storia
Durante il dominio asburgico Loqua fu comune catastale autonomo, comprendendo anche l'insediamento di per Nemzeh/Nemci. In seguito venne aggregata al comune di Tarnova/Ternova (Trnovo). A livello regionale fece parte dapprima della Contea di Gorizia e Gradisca e successivamente del Litorale austriaco.
Nel 1920, in seguito alla prima guerra mondiale e al Trattato di Rapallo, la località venne annessa assieme al resto della regione nel Regno d'Italia. Dal punto di vista amministrativo rimase inquadrata nel comune di Ternova (rinominata Tarnova della Selva), all'interno dapprima della provincia del Friuli e poi dal 1927 di quella di Gorizia.
Nel 1947, in seguito alla seconda guerra mondiale e al Trattato di Parigi, Loqua fu tra i territori che vennero ceduti alla Jugoslavia. Dal 1991 la località fa parte della Repubblica di Slovenia.

## Geografia fisica
La località, che si trova a 928,6 metri s.l.m. e a 11,9 chilometri dal confine italiano, è situata a nord della Selva di Tarnova (Trnovski gozd) e a sud del vallone di Chiapovano (Čepovanski dol).
Le alture principali sono: Monte Calvo (Mali Golak), 1495 m; monte Frigido (Mrzovec), 1407 m; monte Bucovizza (Veliki Bukovec), 1445 m; Smrekov vrh, 1449 m; monte Céson (Veliki Češevik), 1349 m; Ojstrovica, 1356 m; Škol, 1182 m; Prezren, 1128 m; Passo dei Turchi (Turški klanec), 1101 m.

## Monumenti e luoghi d'interesse
Oltre ad essere un piccolo centro sciistico, va menzionata la Grande grotta del ghiaccio Paradana (Velika ledena jama v Paradani) a sud-est dell'insediamento, caratterizzata al suo interno dal ghiaccio perenne.
La chiesa del paese è dedicata a Sant'Antonio da Padova (Sv. Antona Padovanskega).